# Eupithecia veleta
Eupithecia veleta là một loài bướm đêm trong họ Geometridae.